# Okręg Mâcon
Okręg Mâcon (wym. [mɑkõ]; fr. Arrondissement de Mâcon) – okręg we wschodniej Francji. Populacja wynosi 106 tysięcy.

## Podział administracyjny
W skład okręgu wchodzą następujące kantony:
- Cluny,
- La Chapelle-de-Guinchay,
- Lugny,
- Mâcon-Centre,
- Mâcon-Nord,
- Mâcon-Sud,
- Matour,
- Saint-Gengoux-le-National,
- Tournus,
- Tramayes.